# Bobrovec (okres Liptovský Mikuláš)
Bobrovec je obec na Slovensku v okrese Liptovský Mikuláš v Žilinském kraji. Žije v něm přibližně 2 000 obyvatel. První písemná zmínka o vesnici pochází z roku 1231. Ve správním území obce leží národní přírodní rezervace Mních.

## Rodáci
- Maximilián Jalovecký (1817–1889), slovenský autor učebnic
- Jozef Sivák (1886–1959), politik
- Jozef Kello (1889–1951), herec
- Ambro Pietor (1843–1906), publicista, politik
- Martin Moncovicenus (1593–1624), humanistický spisovatel
- Miroslav Hlaučo (1967), spisovatel